# Leif Forsberg (Fußballspieler, 1963)
Leif Forsberg (* 15. April 1963) ist ein ehemaliger schwedischer Fußballspieler. Der Stürmer, der für GIF Sundsvall und IFK Göteborg in der Allsvenskan spielte; er ist der Vater des schwedischen Nationalspielers Emil Forsberg.

## Sportlicher Werdegang
Forsberg entstammt der Jugend des GIF Sundsvall, für den bereits sein Vater Lennart Forsberg aktiv war. 1980 debütierte er im Alter von 17 Jahren für den seinerzeitigen Zweitligisten in der Wettkampfmannschaft. In der Spielzeit 1982 etablierte er sich als Stammspieler und erzielte elf Saisontore, dennoch stieg er mit dem Klub am Saisonende ab. Nach drei Jahren in der Drittklassigkeit gelang Ende 1985 der Wiederaufstieg, daran war er mit 14 Saisontoren maßgeblich beteiligt. In der zweiten Liga war er zwar mit fünf Saisontoren weniger erfolgreich, dennoch gelang der von Anders Grönhagen betreuten Mannschaft der Durchmarsch in die Allsvenskan. Zur Spielzeit 1988 wechselte er zum Ligakonkurrenten IFK Göteborg. Noch von Vorgänger Gunder Bengtsson verpflichtet, kam er unter dem zum Saisonbeginn neu engagierten Trainer Kjell Pettersson nur unregelmäßig zum Einsatz.
1990 kehrte Forsberg nach zwei Spielzeiten zu GIF Sundsvall zurück, der Klub war mittlerweile wieder in die Zweitklassigkeit abgestiegen. Mit 13 Saisontoren war er an der Meisterschaft in der Nordstaffel beteiligt, in den Entscheidungsspielen gegen den Südmeister BK Häcken setzte er sich mit der Mannschaft durch. In der Spielzeit 1991 belegte er mit dem Klub nach nur einem Saisonsieg in der Frühjahrssaison den letzten Tabellenplatz, in der Herbstsaison verpasste die Mannschaft als Tabellenvorletzter den Klassenerhalt. In den folgenden Jahren war er weiterhin Stammspieler und gehörte vereinsintern zu den besten Torschützen, der Klub platzierte sich regelmäßig im mittleren Tabellenbereich. Nach drei vierten Plätzen in Folge zwischen 1996 und 1998 führte er die Mannschaft 1999 mit 18 Saisontoren in 24 Einsätzen zum Staffelsieg im Norden, der mit dem direkten Aufstieg in die Allsvenskan verbunden war. Nach zwei weiteren Spielzeiten in der höchsten schwedischen Liga, in denen er vornehmlich als Einwechselspieler zum Einsatz gekommen war, beendete er 2001 seine aktive Laufbahn.
Insgesamt kam er für GIF Sundvall in 393 Meisterschaftsspielen zum Einsatz, dabei erzielte er 145 Tore. Für IFK Göteborg bestritt er 26 Spiele in der Allsvenskan, für den Göteborger Klub erzielte er zwei Tore. Für GIF Sundsvall erzielte er 14 Erstligatore in 65 Allsvenskanpartien. Zudem bestritt er sieben Auswahlspiele für die schwedische Olympiamannschaft.
Nach seinem Karriereende trainierte Forsberg bei GIF Sundvall im Jugendbereich sowie im Amateurbereich den Alnö IF. Hauptberuflich war er Feuerwehrmann.